# Groupe de NGC 4783
Le groupe de NGC 4783 est un trio de galaxies situé dans les constellations de la Vierge et du Corbeau. La distance moyenne entre ce groupe et la Voie lactée est d'environ 67,9 Mpc (∼221 millions d'al). 

## Membres
Le tableau ci-dessous liste les trois galaxies du groupe indiquées dans l'article de A.M. Garcia paru en 1993.
| Nom      | Constellation | Classification | Type         | α (J2000.0)   | δ (J2000.0)  | Vitesse radiale (km/s) | m    | Distance (Mpc) | Diamètre (kal) |
| -------- | ------------- | -------------- | ------------ | ------------- | ------------ | ---------------------- | ---- | -------------- | -------------- |
| NGC 4783 | Corbeau       | E0 pec         | Elliptique   | 12h 54m 36.6s | -12° 33′ 28″ | 3981 ± 19              | 11,6 | 63,6 ± 4,5     | 99             |
| NGC 4825 | Vierge        | SA0-           | Lenticulaire | 12h 57m 12.2s | -13° 39′ 43″ | 4452 ± 18              | 11,7 | 70,6 ± 5,0     | 96             |
| NGC 4863 | Vierge        | SB(rs)0+-      | Lenticulaire | 12h 59m 42.4s | -14° 01′ 47″ | 4387 ± 45              | 13,7 | 69,6 ± 4,9     | 125            |

Le site DeepskyLog permet de trouver aisément les constellations des galaxies mentionnées dans ce tableau ou si elles ne s'y trouvent pas, l'outil du site constellation permet de le faire à l'aide des coordonnées de la galaxie. Sauf indication contraire, les données proviennent du site NASA/IPAC. 